# Aston Martin DBR1
Aston Martin DBR1 — спортивний гоночний автомобіль, створеним Aston Martin в 1956 році, призначеним для Чемпіонату світу для спортивних автомобілів, а також для гонок спортивних автомобілів, які не відбулися в той час. Найбільш відомий як переможець 24 годин Ле-Мана 1959 року, єдина безперечна перемога Aston Martin у класиці на витривалість. Це один із трьох автомобілів 1950-х років, які виграли чемпіонат світу зі спортивних автомобілів і 24 години Ле-Мана в тому ж році (іншими були Ferrari 375 Plus у 1954 році та Ferrari 250TR в 1958 році). Крім того, шість перемог у чемпіонаті світу зі спортивних автомобілів були рекордом для будь-якого автомобіля в 1950-х роках і залишалися рекордом чемпіонату, поки їх не обігнав Ferrari 250TR. Три тріумфи поспіль у 1959 році на Нюрбургрингу, Ле-Мані та Tourist Trophy зрівняли рекорд, встановлений Ferrari 250TR з його трьома послідовними перемогами на початку сезону 1958 року.
У серпні 2017 року автомобіль DBR1/1 був проданий за 22 555 000 доларів США, що є рекордом для спортивних автомобілів британського виробництва.

## Двигуни
- 2.5 L (2493 см3) RB6.250 I6 250 к.с.
- 3.0 L (2992 см3) RB6.300 I6 250 к.с.